# جاك شوفالييه
جاك شوفالييه (بالفرنسية: Jacques Chevalier)‏ هو فيلسوف فرنسي، ولد في 13 مارس 1882 في سيريللي ، أليير في فرنسا، وتوفي بنفس المكان في 19 أبريل 1962.